# サウンド・キャッチ
サウンド・キャッチ（Sound Catch）は、TBSラジオをキー局としてJRN系列全国23局ネット（番組終了時点）で放送されていた音楽番組である。

## 概要
17時台にトヨタ自動車提供として放送されていた『feel the mind〜最上の出会い〜』の終了を受けて放送開始した。『小沢昭一の小沢昭一的こころ』から続いていたトヨタ自動車提供、夕方の帯番組は前番組のスポンサー降板により、当番組はスポンサーなしとなっていた。
内容は「『1週間・1つのテーマ』で音楽の魅力を語る」として、洋楽を中心に紹介していた。
番組開始当初は前番組と同様に全国33局ネットの体制を維持してきたが、2012年3月いっぱいで中部日本放送・朝日放送・RKB毎日放送など10局で当番組のネットを打ち切った（北海道放送・中国放送は後にネット再開）。制作局のTBSラジオでの放送も2013年3月で終了し、以後番組終了までネット局への裏送りとなっていた。

## 出演
- 荒川強啓（フリーアナウンサー、『荒川強啓 デイ・キャッチ!』パーソナリティ）
- 萩原健太（音楽評論家）

## ネット局(終了時)
- 北海道放送 17:20 - 17:30[1]（2012年3月で打ち切り、12月31日から再開）
- 青森放送 17:50 - 18:00
- 秋田放送 18:10 - 18:20
- IBC岩手放送 17:50 - 18:00
- 山形放送 18:10 - 18:20
- ラジオ福島 18:00 - 18:10[2]
- 新潟放送 17:50 - 18:00
- 北陸放送 18:00 - 18:10
- 福井放送 18:00 - 18:10
- 山梨放送 17:50 - 18:00
- 静岡放送 18:10 - 18:20（2012年9月で打ち切り、2013年1月1日から再開）
- 山陽放送 17:46 - 17:56
- 中国放送 21:40 - 21:50（2012年3月で打ち切り、10月から再開、2013年4月から月曜日のみネットなし）
- 山口放送 17:50 - 18:00
- 四国放送 17:50 - 18:00
- 西日本放送 18:10 - 18:20
- 南海放送 17:15 - 17:25
- 高知放送 18:00 - 18:10
- 長崎放送 18:10 - 18:20
- 大分放送 18:20 - 18:30[3]
- 熊本放送 18:09 - 18:19
- 宮崎放送 17:45 - 17:55
- 南日本放送 18:00 - 18:10

### 途中でネットを打ち切った局
- TBSラジオ 17:05 - 17:15（「荒川強啓 デイ・キャッチ!」内。2013年3月で打ち切り）
- 東北放送 16:40 - 16:50（2012年3月で打ち切り）
- 信越放送 17:15 - 17:25（2013年3月で打ち切り）
- 北日本放送 17:50 - 18:00（2012年9月で打ち切り）
- 中部日本放送 16:35 - 16:45（2012年3月で打ち切り）
- 朝日放送 17:10 - 17:20（2012年3月で打ち切り）
- 和歌山放送 17:50 - 18:00（2012年3月で打ち切り）
- 山陰放送 17:50 - 18:00（2012年3月で打ち切り）
- RKB毎日放送 17:20 - 17:30（2012年3月で打ち切り）
- 琉球放送 17:20 - 17:30（2012年3月で打ち切り）

## 関連番組
- 杉浦舞のMキャッチ!
- 「ストリーム」「小島慶子 キラ☆キラ」 - 番組内のコーナー『サウンドパティスリー』（2011年4月1日終了）において音楽の紹介をしていた。
- ミュージック・キャラバン - TBSラジオで長年続いた音楽コーナー。
- マイフェイバリッと - 当番組終了後、JRN系列の大半の局で放送される後番組。
- 萩原健太のMusic SMiLE